# Łęgonice Małe
Łęgonice Małe (Łęgonice Sandomierskie) – wieś (dawniej miasto) w Polsce położona w województwie mazowieckim, w powiecie przysuskim, w gminie Odrzywół. Leży nad Pilicą.
Wieś ma status sołectwa.
Łęgonice uzyskały lokację miejską w 1420 roku, zdegradowane w 1662 roku. W latach 1975–1998 miejscowość administracyjnie należała do województwa radomskiego.
Wieś jest siedzibą rzymskokatolickiej parafii św. Marii Magdaleny.

## Części wsi
| SIMC    | Nazwa      | Rodzaj    |
| ------- | ---------- | --------- |
| 0630066 | Gać        | część wsi |
| 0630072 | Wielkopole | część wsi |

## Historia
Leżały kiedyś w Małopolsce – województwo sandomierskie. Jest to stara osada, w której ślady osadnictwa datowane są na okres neolitu, tj. 4000 lat p.n.e.
W 1136 r. papież Innocenty II wystawia bullę protekcyjną potwierdzającą stan posiadania i restytucję metropolii gnieźnieńskiej, a przywilej z roku 1240 – wydany przez księcia Konrada I mazowieckiego, potwierdził, że do uposażenia stołu arcybiskupiego na obszarze kasztelanii łowickiej należy terytorium kasztelanii i kilka wsi leżących u ujścia Pilicy do Wisły oraz Łęgonice nad Pilicą.
Książę Ziemowit w roku 1359 potwierdził cały majątek stołu arcybiskupiego na Mazowszu, m.in. miejscowości leżące u ujścia Pilicy do Wisły, tj. Przylot, Pólko, Ostrówek, Podgórzyce, Wola Magierowa oraz Łęgonice nad Pilicą i 2 łany w Rędzinach (osadzie dziś nieistniejącej), razem 7 wsi.
W roku 1420 wydano akt lokacji miasta na prawie magdeburskim.
Majątek biskupów był podzielony na klucze. Początkowo Łęgonice podlegały pod Łowicz, lecz później powołano osobny klucz łęgonicki, w skład którego wchodziły wsie: Konary, Ostrówek, Pólko, Podgórzyce, Przylot i miasto Łęgonice (sandomierskie).
W okresie do roku 1512 w kluczu łęgonickim doszły Konary oraz wieś Łęgonice (woj. rawskie), a ubyły Pólko i Rędziny, które zaginęły prawdopodobnie na korzyść osad sąsiednich oraz Magierowa Wola, która przeszła w inne władanie. Łęgonice wydzierżawiano zawsze osobno.
W roku 1540 podzielono klucz łęgonicki na – klucz konarski oraz Dobra Łęgonice.
W 1603 roku w Łęgonicach było 40 domów zamieszkanych i 28 placów z domami opustoszałymi, a w roku 1786 było 41 chałup.
Łegonice należały do kapituły gnieźnieńskiej do końca XVIII w. W końcu XVIII w. Łęgonice dzierżawił gen. Antoni Józef Madaliński. W dokumentach nie ma informacji o ich sprzedaży, ale jest uchwała sejmowa z 1775 r. o ich sprzedaży, która być może formalne zatwierdzała wcześniejszą sprzedaż – niewykluczona zamiana za sprzedaż (dalej położonych) Łęgonic na zakupienie wsi położonych bliżej Gniezna.
Była to osada o charakterze rolniczym – w 1742 roku mieszkańcy nie chcąc płacić opłat czopowego złożyli w Rawie przysięgę, że nie korzystają z przynależnego im prawa wolnego wyszynku. Komisja Skarbowa w Radomiu zwolnił ich z tych opłat.

## Zabytki
- drewniany kościół pw. św. Marii Magdaleny z dzwonnicą z XVIII w (1765 r.) – rejestr zabytków nr: 438/A/57 z 04.02.1957, 339/A z 23.06.1967 i 85/A z 15.03.1981[9].